# Fjärilsbarb
Fjärilsbarb (Barbus hulstaerti) är en fiskart som beskrevs av Poll, 1945. Fjärilsbarb ingår i släktet Barbus och familjen karpfiskar. IUCN kategoriserar arten globalt som livskraftig. Inga underarter finns listade i Catalogue of Life.